# Mai Nap
A Mai Nap magyar nyelvű, bulvár napilap volt. 1989 és 2005 között jelent meg.

## Története
1989. február 1-én alapította három újságíró. 24-32 oldalas volt, és szombat kivételével minden nap megjelent. Fennállása alatt több tulajdonosa is volt: 1990-ben Rupert Murdoch vásárolta meg 50%-os tulajdonrésszel, de 1993-ban eladta. Ekkor egy svájci cég vette meg. A kétezres évek elején pedig egy holland cég tulajdonában volt a lap. A főszerkesztő Murányi Marcell volt. 2000-ben a Ringier vette meg, majd beolvasztotta a Blikkbe, ekkor Mai Blikk néven futott. 1989-től 2001-ig, majd 2002-től 2005-ig árusították. Kapcsolódó kiadványok: a 2001-től 2004-ig futott Színes Mai Lap, a 2004-től 2007-ig futott Színes Bulvár Lap illetve a mai napig árusított Bors.

## Főszerkesztői
- Murányi Marcell 2002 február 8.[2]-2002. július 26.[3]
- Takács T. László(wd) -2004. október[4]
- Müller Tibor(wd) 2004. október[4]-2005. március 31.[5]
- Takács T. László 2005. április 1.[5] - 2005. június 15.